# Saint-Sauveur-Villages
Saint-Sauveur-Villages – gmina we Francji, w regionie Normandia, w departamencie Manche. W 2013 roku liczba ludności wynosiła 3618 mieszkańców. 
Gmina została utworzona 1 stycznia 2019 roku z połączenia siedmiu ówczesnych gmin: Ancteville, Le Mesnilbus, La Ronde-Haye, Saint-Aubin-du-Perron, Saint-Michel-de-la-Pierre, Saint-Sauveur-Lendelin oraz Vaudrimesnil. Siedzibą gminy została miejscowość Saint-Sauveur-Lendelin. 